# Liste der Kulturdenkmäler in Dernau
In der Liste der Kulturdenkmäler in Dernau sind alle Kulturdenkmäler der rheinland-pfälzischen Ortsgemeinde Dernau einschließlich des Ortsteils Marienthal aufgeführt. Grundlage ist die  Denkmalliste des Landes Rheinland-Pfalz (Stand: 12. Juni 2023).

## Denkmalzonen
| Bezeichnung                    | Lage                                                                   | Baujahr                            | Beschreibung                                              | Bild                           |
| ------------------------------ | ---------------------------------------------------------------------- | ---------------------------------- | --------------------------------------------------------- | ------------------------------ |
| Denkmalzone Jüdischer Friedhof | Dernau, nördlich des Ortes an der K 35; Distrikt In der Herdkaule Lage | zweite Hälfte des 18. Jahrhunderts | 1880 angelegt, 21 Grabsteine, von 1786 oder 1790 bis 1942 | weitere Bilder Fotos hochladen |

## Einzeldenkmäler
| Bezeichnung                             | Lage                                                         | Baujahr                   | Beschreibung | Bild                           |
| --------------------------------------- | ------------------------------------------------------------ | ------------------------- | --- | ------------------------------ |
| Katholische Kirche St. Johannes Apostel | Dernau, Bachstraße 24 Lage                                   | ab 1642                   | ehemalige Silvester-Kapelle (heute Sakristei), Bruchsteinbau, Mansarddach, 1642, daran Saalbau, 1755–62, Westturm und Aufstockung des Schiffs, 1869/70 | weitere Bilder Fotos hochladen |
| Grabkreuze                              | Dernau, Bachstraße, bei Nr. 24 Lage                          | 18. und 19. Jahrhundert   | 42 Grabkreuze, 18. und 19. Jahrhundert | Fotos hochladen                |
| Heiligenhäuschen                        | Dernau, Bachstraße, Ecke Hauptstraße Lage                    |                           | Heiligenhäuschen mit geschweifter Haube | Fotos hochladen                |
| Heiligenhäuschen                        | Dernau, Bonner Straße, Ecke Wingertstraße Lage               | 19. Jahrhundert           | Heiligenhäuschen, neugotisch | Fotos hochladen                |
| Wohnhaus                                | Dernau, Burgstraße 7a Lage                                   | Ende des 19. Jahrhunderts | Fachwerkhaus, Ende des 19. Jahrhunderts | Fotos hochladen                |
| Wegekreuz                               | Dernau, Friedenstraße, auf dem Friedhof Lage                 | 1723                      | Wegekreuz, Nischentyp, bezeichnet 1723 | Fotos hochladen                |
| Wohnhaus                                | Dernau, Hauptstraße 50 Lage                                  | 18. Jahrhundert           | Fachwerkhaus, teilweise massiv, wohl aus dem 18. Jahrhundert | Fotos hochladen                |
| Wegekreuz                               | Dernau, Hauptstraße, bei Nr. 85 Lage                         | 1680                      | Wegekreuz, Nischentyp, bezeichnet 1680 | Fotos hochladen                |
| Bahnhof Dernau                          | Dernau, Schmittmannstraße 5 Lage                             | um 1910                   | Fachwerkbau, teilweise massiv, Krüppelwalmdach, Fachwerkverladeschuppen, um 1910, Stellwerk | weitere Bilder Fotos hochladen |
| Heiligenhäuschen                        | Dernau, westlich des Ortes; Distrikt Oben in der Heiten Lage | 18. oder 19. Jahrhundert  | Heiligenhäuschen, 18. oder 19. Jahrhundert | Fotos hochladen                |
| Wegekreuz                               | Dernau, südlich des Ortes an der B 267; Flur Burggarten Lage | 19. Jahrhundert           | Wegekreuz, 19. Jahrhundert | Fotos hochladen                |
| Kloster Marienthal                      | Marienthal, Klosterstraße 3 Lage                             | ab dem 17. Jahrhundert    | ehemaliges Augustinerinnenkloster; Ruine: Saalbau, wohl aus dem 17. Jahrhundert; Vierflügelbau: Schieferbruchstein, Mansardwalmdach, Anfang des 18. Jahrhunderts; Terrassengarten, erste Hälfte des 18. Jahrhunderts, barockes Gartenhaus, Bruchstein, Mansardwalmdach, bezeichnet 1762; verschiedene Bruchsteinbauten, unter anderem Klosterstr. 1: Mansardwalmdachbau, Turm wohl aus den 1950er Jahren | weitere Bilder Fotos hochladen |
| Regierungsbunker                        | Marienthal, Am Silberberg Lage                               | 1960–1962                 | Reste des ehemaligen Ausweichsitzes der Verfassungsorgane der Bundesrepublik Deutschland: erster Bauabschnitt unter dem Silberberg 1960–1962, westlicher Abschnitt unter dem Trotzenberg von 1964 bis 1970 errichtet, Rückbau 2001–2006, nur der östliche Teil der Anlage erhalten; der erhaltene Ostteil liegt teilweise im Stadtgebiet von Bad Neuenahr-Ahrweiler                                      | weitere Bilder Fotos hochladen |

## Ehemalige Kulturdenkmäler
| Bezeichnung      | Lage                         | Baujahr | Beschreibung | Bild                           |
| ---------------- | ---------------------------- | ------- | --- | ------------------------------ |
| Steinbergsbrücke | Dernau, Steimbergsmühle Lage | 1717    | Rundbogenbrücke über die Ahr, 18. Jahrhundert, Inschriftstein, bezeichnet 1717; durch das Hochwasser 2021 zerstört und aus der Denkmalliste gelöscht | weitere Bilder Fotos hochladen |